# Barrio fino en directo
Barrio Fino: En Directo es el segundo álbum en vivo del artista puertorriqueño Daddy Yankee, es la secuela en directo de su álbum, Barrio fino. Este álbum fue el primero lanzado bajo la alianza El Cartel Records/Interscope Records, los cuales luego de ver el gran éxito del álbum decidieron ofertar un contrato por 3 discos. El álbum trae 5 canciones nuevas y exclusivas de las que resaltan el éxito Rompe, Machucando & Gangsta Zone. El álbum cuenta con la colaboración de raperos norteamericanos Snoop Dogg y Paul Wall, y en la parte en vivo junto al dúo Zion & Lennox.
Barrio Fino en Directo Fue el Disco latino más vendido del año 2006 en Estados Unidos. Las nuevas pistas destacan aún más la intromisión sin esfuerzo de Daddy Yankee de ritmos latinos urbanos y ritmos del hip-hop estadounidense. El DVD que lo acompaña está repleto de momentos interesantes, que incluyen algunas presentaciones en vivo, un video para los "Corazones" con conciencia social y una sesión de preguntas y respuestas que presenta a Daddy Yankee sobre la fama, la familia, el retiro y su rival Don Omar. También hay un avance de la película en español Talento de Barrio, que aspira a ser la versión de latina de la aclamada "8 Mile" de Eminem, salpicada con algunos toques de "Boyz n the Hood" de John Singleton.

## Antecedentes
Este álbum fue el primero en ser trabajado en colaboración a una multinacional como Interscope Records, los cuales junto a El Cartel Records decidieron plasmar todos los éxitos de Daddy Yankee posterior al lanzamiento de su exitoso álbum Barrio Fino. Partiendo por lanzar las 9 canciones más exitosas de ese disco en vivo en diferentes partes del continente americano las cuales fueron partes de su Barrio Fino: World Tour. El encargado de viajar por el mundo junto al equipo del artista boricua fue el actual afamado director y diseñador creativo Carlos Perez junto a su compañía Elastic People quienes anteriormente trabajaron en el arte y dirección de los videos de Barrio Fino. Al final del multitudinario concierto de Daddy Yankee para el Festival Presidente en la República Dominicana el artista se sentó a contestar preguntas para ser parte del documental del álbum, en el cual habla de su primera canción, su pensamiento sobre la fama, el dinero, etc. Además de, dar comentar que piensa de Don Omar, Vico C, Tego Calderon, etc. También se da un pequeño vistazo a la grabación de Rompe y Machete Remix. Daddy Yankee al contar con el equipo de Interscope logra dar con 2 grandes exponentes del hip-hop americano como lo son Snoop Dogg y Paul Wall. La canción Gangsta Zone estuvo bajo la producción de Nely El Arma Secreta y Naldo, ambos experimentados productores de reguetón, el vídeo fue grabado en Torres de Sabana ubicado en Carolina, Puerto Rico. El remix de Machete fue producido por los mismos de la original DJ Urba & Monserrate. El álbum cuenta con 2 sencillos los cuales son Rompe y Machucando, ambos escritos por Daddy Yankee & Eddie Dee y producidos por Los Jedis (DJ Urba, Monserrate & Samm Fisher) y Luny Tunes respectivamente. Todos se grabaron en los estudios de The Hit Factory antes que estos cerraran.

## Recepción crítica y comercial
En 2005, en Estados Unidos, la predicción estimada de ventas en la primera semana era entre 50 a 60 000 copias. El álbum debutó en la última semana de diciembre, ingresando en la posición 24 en los Billboard 200, con ventas de más de 100 000 copias vendidas. Para los registros de 2006 obtuvo ventas de 484. 000. En la categoría Top Latin Albums obtuvo la primera posición por 24 semanas consecutivas.
Ha vendido 659.000 y unidades en los Estados Unidos desde su lanzamiento hasta el 9 de septiembre de 2006, siendo Certificado Oro por la RIAA, según la revista Billboard.
Es Uno de los álbumes latinos más vendidos en los Estados Unidos de los Últimos 25 Años con 809.000 copias hasta el año 2017 según Nielsen SoundScan.
Tuvo cuatro nominaciones a los Premios Lo Nuestro de 2007 en las siguientes categorías: Artista del Año, Álbum del Año, y sus canciones «Rompe» y «Machucando» compitieron en la categoría Canción del Año. El álbum en los Premios Billboard Latinos del año 2006, el disco fue nominado como álbum de Reggaeton del año. El álbum ganó el Billboard por álbum de reggaeton del año. Debido al éxito del álbum el cantante ganó el premio MTV Latinoamérica 2006 como “Artista del Año”.

## Reconocimiento
| Publicación | Lista                          | Posición |
| ----------- | ------------------------------ | -------- |
| Billboard   | Álbumes de la década del 2000s | 3        |

## Listado de canciones
El álbum es en su mayoría en vivo y fueron extraídas de las funciones en Puerto Rico, Estados Unidos, Honduras, Colombia & República Dominicana, fueron todas interpretadas solo por Daddy Yankee, excepto Tu Príncipe junto a Zion & Lennox con quienes compartió en todos los países ya que fueron sus invitados en la gira. En los conciertos, el dj fue Alex Monserrate, el corista principal fue Cochinola, las voces adicionales y audio fue DJ Urba y finalmente Angelo Torres como director musical, este último junto a los Jedis participaron en el primer concierto masivo de Daddy Yankee el cual está registrado en Ahora le toca al Cangri! Live.

| CD  |                                                                   |                                            |                                    |          |  |
| N.º | Título                                                            | Escritor(es)                               | Productor(es)                      | Duración |  |
| 1.  | «Intro En Directo» (Live in San Juan, Puerto Rico)                | Ramon Ayala                                | DJ Urba & Monserrate               | 1:36     |  |
| 2.  | «King Daddy» (Live in San Juan, Puerto Rico)                      | Ramón Ayala                                | DJ Urba & Monserrate               | 2:35     |  |
| 3.  | «Dale Caliente» (Live in San Juan, Puerto Rico)                   | Ramón Ayala                                | DJ Urba & Monserrate               | 3:17     |  |
| 4.  | «El Empuje» (Live in Guayaquil, Ecuador)                          | Ramón Ayala                                | DJ Urba & Monserrate               | 3:28     |  |
| 5.  | «Tu Príncipe» (Live in Medellín, Colombia)(ft. Zion & Lennox)     | Ramón Ayala, Gabriel Pizarro & Felix Ortiz | DJ Urba & Monserrate               | 3:35     |  |
| 6.  | «Santifica Tus Escapularios» (Live in Barranquilla, Colombia)     | Ramón Ayala                                | DJ Urba & Monserrate               | 3:25     |  |
| 7.  | «Corazones» (Live in New York, Estados Unidos)                    | Ramón Ayala                                | DJ Urba & Monserrate               | 3:37     |  |
| 8.  | «No Me Dejes Solo» (Live in Los Ángeles, Estados Unidos)          | Ramón Ayala, Juan Morera & Llandel Malave  | DJ Urba & Monserrate               | 1:17     |  |
| 9.  | «Lo Que Paso, Paso» (Live in Santo Domingo, República Dominicana) | Ramón Ayala & Joel Ortiz                   | DJ Urba & Monserrate               | 3:37     |  |
| 10. | «Gasolina» (Live in San Juan, Puerto Rico)                        | Ramón Ayala & Eddie Ávila                  | DJ Urba & Monserrate               | 5:06     |  |
| 11. | «Rompe»                                                           | Ramón Ayala & Eddie Ávila                  | Sammy Fisher, DJ Urba & Monserrate | 3:08     |  |
| 12. | «Machucando»                                                      | Ramón Ayala & Eddie Ávila                  | Luny Tunes                         | 2:58     |  |
| 13. | «Gangsta Zone» (ft. Snoop Dogg)                                   | Ramón Ayala & Calvin Broadus               | Naldo & Nely El Arma Secreta       | 3:35     |  |
| 14. | «Machete» (Official Remix)(ft. Paul Wall)                         | Ramón Ayala & Paul Slayton                 | DJ Urba & Monserrate               | 3:27     |  |
| 15. | «Skit» (Como Dice Que Dijo)                                       | Ramón Ayala                                | DJ Urba & Monserrate               | 0:41     |  |
| 16. | «El Truco»                                                        | Ramón Ayala                                | Sammy Fisher, DJ Urba & Monserrate | 3:39     |  |

| DVD |                                                      |                               |                                |          |  |
| N.º | Título                                               | Escritor(es)                  | Productor(es)                  | Duración |  |
| 1.  | «En Directo» (Documental)                            | Carlos Pérez                  | Elastic People & Daddy Yankee  | 37:44    |  |
| 2.  | «Intro/King Daddy» (Live in San Juan, Puerto Rico)   | Willie Berrios & Omar Cruz    | Daddy Yankee & Henry Cárdenas  | 3:41     |  |
| 3.  | «Dale Caliente» (Live in San Juan, Puerto Rico)      | Willie Berrios & Omar Cruz    | Daddy Yankee & Henry Cardenas  | 3:24     |  |
| 4.  | «Aquí Esta Tú Caldo» (Live in San Juan, Puerto Rico) | Willie Berrios & Omar Cruz    | Daddy Yankee & Maritza Casiano | 3:00     |  |
| 5.  | «Gasolina» (Live in San Juan, Puerto Rico)           | Willie Berrios & Omar Cruz    | Daddy Yankee & Henry Cardenas  | 3:56     |  |
| 6.  | «Corazones» (Vídeo Oficial)                          | Carlos Pérez                  | Natalie Osma & Quino Negrón    | 3:50     |  |
| 7.  | «Corazones» (Detrás de Cámaras)                      | Carlos Pérez                  | Leo Arango                     | 3:38     |  |
| 8.  | «Talento de Barrio» (Trailer)                        | Jose Santiago & George Rivera | Daddy Yankee & George Rivera   | 2:04     |  |
| 9.  | «Long Distance»                                      | Elastic People                | Elastic People                 | 2:07     |  |
| 10. | «Studio Recordings, Miami»                           | Milton Gonzalez & DJ Urba     | Daddy Yankee                   | 2:19     |  |
| 11. | «Zion & Lennox» (World Tour)                         | Willie Berrios & Omar Cruz    | Daddy Yankee & Maritza Casiano | 1:24     |  |
| 12. | «Coming Soon»                                        | Elastic People                | Elastic People                 | 0:59     |  |
| 13. | «Barrio Fino Álbum»                                  | Elastic People                | Elastic People                 | 0:18     |  |
| 14. | «Barrio Fino Promo»                                  | Elastic People                | Elastic People                 | 0:13     |  |
| 15. | «2005 Tour Shoot»                                    | Mateo García & Martin Betz    | Daddy Yankee                   | 0:39     |  |

| Barrio Fino: En Directo (Solo CD, Versión 2006) |                                                        |                                              |                                    |          |  |
| N.º                                             | Título                                                 | Escritor(es)                                 | Productor(es)                      | Duración |  |
| 11.                                             | «Rompe» (Official Remix)(ft. Lloyd Banks & Young Buck) | Ramón Ayala, Christopher Lloyd & David Brown | Sammy Fisher, DJ Urba & Monserrate | 3:29     |  |

| iTunes Bonus Track |                                                                                                  | |                                    |          |  |
| N.º                | Título                                                                                           | Escritor(es)                                                                                           | Productor(es)                      | Duración |  |
| 17.                | «Aquí Esta Tu Caldo» (Live in San Juan, Puerto Rico)                                             | Ramón Ayala                                                                                            | DJ Urba & Monserrate               | 3:00     |  |
| 18.                | «Gangsta Zone» (Official Remix)(ft. Héctor el Father, Yomo, Arcángel, De La Ghetto & Angel Doze) | Ramón Ayala, Hector Delgado, Victor Rivera, Jose Torres, Austin Santos, Rafael Castillo & Angel Romero | Nely El Arma Secreta & Tainy       | 6:55     |  |
| 19.                | «Rompe» (Official Remix)(ft. Lloyd Banks & Young Buck)                                           | Ramón Ayala, Christopher Lloyd & David Brown                                                           | Sammy Fisher, DJ Urba & Monserrate | 3:29     |  |
| 20.                | «Rompe» (International Remix)(ft. Nelly Furtado, Lloyd Banks & Young Buck)                       | Ramón Ayala, Nelly Furtado, Nate Hills, Christopher Lloyd & David Brown                                | Sammy Fisher, DJ Urba & Monserrate | 3:31     |  |

## Posicionamiento
| Listas (2005–06)              | Mejor posición |
| ----------------------------- | -------------- |
| Billboard 200                 | 24             |
| Billboard Top Latin Albums    | 1              |
| Billboard Latin Rhythm Albums | 1              |
| Billboard Top Rap Albums      | 6              |
| Oricon Japanese Albums        | 167            |
| Amprofon Mexican Albums Chart | 9              |

| Listas (2007)              | Mejor posición |
| -------------------------- | -------------- |
| Billboard Top Latin Albums | 31             |

| Listas (2017)              | Mejor posición |
| -------------------------- | -------------- |
| Billboard Top Latin Albums | 45             |

## Certificaciones
| País (Certificador)                       | Certificación | Ventas  |
| ----------------------------------------- | ------------- | ------- |
| Certificaciones de Barrio Fino en Directo |               |         |
| Estados Unidos (RIAA)                     | Oro           | 500.000 |
| Japón (RIAJ)                              | Oro           | 100.000 |
| Colombia (ASINCOL)                        | Oro           | 10.000  |
| México (AMPROFON)                         | Platino       | 100.000 |

## Premios y nominaciones
El álbum Barrio Fino fue nominado y galardonado en distintas ceremonias de premiación. A continuación, una lista con las candidaturas que obtuvo el disco:
Grammy Latinos
| Edición | Categoría          | Por                     | Resultado |
| ------- | ------------------ | ----------------------- | --------- |
| 2006    | Mejor Álbum Urbano | Barrio Fino: En Directo | Nominado  |

Premios Juventud
| Edición | Categoría           | Por                     | Resultado |
| ------- | ------------------- | ----------------------- | --------- |
| 2006    | Mi Ringtone         | Rompe                   | Nominado  |
| 2006    | Me Muero Sin Ese CD | Barrio Fino: En Directo | Nominado  |
| 2008    | Mi Ringtone         | Rompe                   | Nominado  |

Premios Lo Nuestro
| Edición | Categoría              | Por                     | Resultado |
| ------- | ---------------------- | ----------------------- | --------- |
| 2007    | Álbum Urbano Del Año   | Barrio Fino: En Directo | Ganador   |
| 2007    | Canción Urbana Del Año | Machucando              | Nominado  |
| 2007    | Canción Urbana Del Año | Rompe                   | Nominado  |

MTV Video Music Awards
| Edición | Categoría                 | Por   | Resultado |
| ------- | ------------------------- | ----- | --------- |
| 2005    | El Mejor Vídeo de Hip-Hop | Rompe | Nominado  |

Latin Billboards
| Edición | Categoría                   | Por                     | Resultado |
| ------- | --------------------------- | ----------------------- | --------- |
| 2006    | Álbum de Reguetón del Año   | Barrio Fino: En Directo | Ganador   |
| 2007    | Canción de Reguetón del Año | Machucando              | Nominado  |

Billboard Year-End Hot 100
| Edición | Categoría                     | Por   | Resultado |
| ------- | ----------------------------- | ----- | --------- |
| 2006    | Canción Número 1 del Año (74) | Rompe | Nominado  |

## Créditos y personal

### Compañías
- Producido por El Cartel Records
- Producido por Interscope Records
- Grabado en The Hit Factory
- Grabado en El Cartel Studio's
- Mezclado en El Cartel Studio's
- Mezclado en Mas Flow Studio's
- Distribuido por Universal Music Group
- Manufacturado por Universal Music Group
- Masterizado por Fullersound Inc.
- Relaciones Exteriores por HHH Artist, Inc.

### Créditos álbum en vivo
- Daddy Yankee - Compositor (1 al 10) - Vocalista (1 al 10) - Co- Productor (1 al 10) - Mezcla (1 al 10)
- DJ Urba - Productor En Vivo (1 al 10) - Segundo Corista (1 al 10) - DJ (1 al 10) - Productor Original (3,4,8) - Mezcla (1 al 10)
- Monserrate - Productor En Vivo (1 al 10) - DJ (1 al 10) - Productor Original (3,4,8) - Mezcla (1 al 10)
- Zion & Lennox - Compositor (5) - Vocalista (5)
- Cochinola - Corista Principal (1 al 10)
- Angelo Torres - Director Musical (1 al 10)
- Luny - Productor Original (2,5,9,10)
- Tunes - Productor Original (2,5,6,10)
- Eliel - Productor Original (9)
- Wisin & Yandel - Compositor (8)
- Eddie Dee - Compositor (10)
- Joan Ortíz - Compositor (9)
- Fido - Productor Original (3,8)
- Marc Lee - Mezcla (1 al 10)

### Créditos canciones nuevas
- Daddy Yankee - Compositor (11 al 16) - Intérprete (11 al 16) - Coproductor (11 al 16) - Mezcla (11 al 16)
- DJ Urba & Monserrate - Productor (11,14,15,16) - Mezcla (11,13,14,15,16)
- Sammy Fisher - Productor (11,15,16) - Mezcla (11,13,14,15,16)
- Luny Tunes - Productor (12) - Mezcla (12)
- Eddie Dee - Compositor (11,12)
- Snoop Dogg - Compositor (13) - Intérprete (13)
- Paul Wall - Compositor (14) - Intérprete (14)
- Cinthya Camacho - Voces Adicionales (14)
- Naldo - Productor (13)
- Nely El Arma Secreta - Productor (13)
- Baby Ranks - Director de Voces (16)
- José Martínez - Scratches (11)
- DJ David - Scratches (16)
- Marc Lee - Mezcla (11 al 16)
- Michael Fuller - Masterización (11 al 16)

### Créditos DVD
- Daddy Yankee - Productor Ejecutivo
- Carlos Pérez - Director Creativo
- Joe Weinberger - A&R Interscope
- Mireddys Gonzalez - Manager Álbum
- Nomar Ayala - Manager
- Milton Gonzalez - Tour Manager
- Pedro Jiménez - Stage Manager
- Milton Cruz - Estilista de Tour
- Edwin Prado - Abogado
- Mayna Nevares - Relaciones Públicas
- Lourdes Pérez - Relaciones Públicas
- Joe Malave - Relaciones Públicas
- William de León - Coordinador
- Raúl Justiniano - Diseñador Gráfico
- Mateo García - Fotógrafo
- Eric Vázquez - Manager de Proyecto
- Joanna Egozcue - Coordinadora de Proyecto

## Historial de lanzamientos
| País  | Fecha                   | Formato | Discográfica                          | Distribución          |
| ----- | ----------------------- | ------- | ------------------------------------- | --------------------- |
|       | 13 de diciembre de 2005 | CD/DVD  | El Cartel Records, Interscope Records | Universal Music Group |
| Japón | 13 de diciembre de 2005 | CD/DVD  | El Cartel Records, Interscope Records | Universal Music Group |
|       | 20 de marzo de 2006     | CD      | El Cartel Records, Interscope Records | Universal Music Group |